# Armando Fuentes Aguirre
Armando Fuentes Aguirre (Catón) (n. Saltillo, Coahuila; 8 de julio de 1938) es un escritor y periodista mexicano.

## Biografía
Hijo de Mariano Fuentes Flores y Carmen Aguirre de Fuentes. Es famoso por su sabio humor, el que ha plasmado en su obra escrita. A los quince años de edad obtiene la licencia de locutor de radio. Abogado por la Facultad de Jurisprudencia de la Universidad Autónoma de Coahuila, es maestro en Lengua y Literatura, así como maestro en Pedagogía, por la Escuela Normal Superior de Coahuila. Director del Ateneo Fuente y de la Facultad de Ciencias de la Comunicación de la misma Universidad. Creó Radio Concierto, una emisora local.
Desde la década de los ochenta fue nombrado cronista oficial de la ciudad de Saltillo.
En 2003 le otorga la Universidad Autónoma de Nuevo León el doctorado honoris causa.

## Labor periodística
Su labor periodística se extiende a más de 150 diarios mexicanos, destacando Reforma, El Norte y Mural, donde publica sus columnas “Mirador”, “De política y cosas peores” (donde cuenta chistes y hace comentarios políticos bajo el seudónimo de Catón), "Manganitas", "Plaza de Almas" que se publicara todos los martes, además de "La Otra Historia de México" que dejó de escribir hace algún tiempo, reflexiones de la vida bajo su mismo nombre, comentarios políticos en verso sobre notas específicas firmando solo "AFA", además de la primera entrega de historia en forma de columna periodística. Ha sido merecedor del premio Ixtan Kan Tonolli en diversas ocasiones, que los periódicos El Norte, Reforma y Mural, otorgaban cada año a sus editorialistas más leídos, según encuestas entre sus lectores.
También tiene participación en el noticiero Hora 21 en Foro TV en su sección "un momento con Catón".

## Lista parcial de obras publicadas
- Los mil mejores chistes que conozco V-III
- Los mil mejores chistes que conozco V-I
- Cuentos de todos y de otros también
- La otra historia de México: Juárez y Maximiliano, La Roca y el Ensueño
- La otra historia de México: Hidalgo e Iturbide, La Gloria y el Olvido
- La otra historia de México: Díaz y Madero, La Espada y el Espíritu
- La otra historia de México: Antonio López de Santa Anna
- La otra historia de México: La guerra de Dios, el conflicto cristero
- De abuelitas, abuelitos y otros ángeles benditos
- Amor y humor
- Subibaja
- Lo mejor de Catón (selección de chistes)
- Mi perro Terry
- Miradores de Caton 1 y 2
- La vida mi amante (prólogo)
- Plaza de Almas
- Mi perro Terry
- (Remate en oferta de una ganga con precios a rajatabla de unas-) Historias de comercio y de comerciantes de Saltillo